# Припор (Азот)
Вижте пояснителната страница за други значения на Припор.
Припор (на македонска литературна норма: Припор) е бивше село в Северна Македония, в източните части на областта Азот.

## География
Селото е разположено в северните склонове на планината Бабуна, южно от село Крайници.

## История
Селото е чифлик на турски бег, който е в конфликт за земя с българи от Крайници.
В „Етнография на вилаетите Адрианопол, Монастир и Салоника“, издадена в Константинопол в 1878 година и отразяваща статистиката на населението от 1873 година Трипор (Tripor) е посочено като село с 4 домакинства с 16 жители българи.
Според статистиката на Васил Кънчов („Македония. Етнография и статистика“) в 1900 година Припор има 15 жители българи християни.
След Междусъюзническата война в 1913 година селото попада в Сърбия.
На етническата си карта от 1927 година Леонард Шулце Йена показва Припор (Pripor) като изоставено село.